# Giải đua ô tô Công thức 1 Hoa Kỳ 2007
Giải đua ô tô Công thức 1 Hoa Kỳ năm 2007 là chặng đua thứ bảy của giải vô địch thế giới Công thức 1 năm 2007. Giải được tổ chức từ ngày 15 tháng 6 đến 17 tháng 6 năm 2007.

## Xếp hạng chi tiết
| TT  | Số xe | Tên                  | Đội đua            | Số vòng | Thời gian   | Xuất phát | Điểm |
| --- | ----- | -------------------- | ------------------ | ------- | ----------- | --------- | ---- |
| 1   | 2     | Lewis Hamilton       | McLaren-Mercedes   | 73      | 1:31:09.965 | 1         | 10   |
| 2   | 1     | Fernando Alonso      | McLaren-Mercedes   | 73      | +1.5        | 2         | 8    |
| 3   | 5     | Felipe Massa         | Ferrari            | 73      | +12.8       | 3         | 6    |
| 4   | 6     | Kimi Räikkönen       | Ferrari            | 73      | +15.4       | 4         | 5    |
| 5   | 4     | Heikki Kovalainen    | Renault            | 73      | +41.4       | 6         | 4    |
| 6   | 12    | Jarno Trulli         | Toyota             | 73      | +66.7       | 8         | 3    |
| 7   | 15    | Mark Webber          | Red Bull-Renault   | 73      | +67.3       | 9         | 2    |
| 8   | 10    | Sebastian Vettel     | BMW Sauber         | 73      | +67.7       | 7         | 1    |
| 9   | 3     | Giancarlo Fisichella | Renault            | 72      | +1 vòng     | 10        |      |
| 10  | 17    | Alexander Wurz       | Williams-Toyota    | 72      | +1 vòng     | 17        |      |
| 11  | 23    | Anthony Davidson     | Super Aguri-Honda  | 72      | +1 vòng     | 16        |      |
| 12  | 7     | Jenson Button        | Honda              | 72      | +1 vòng     | 13        |      |
| 13  | 19    | Scott Speed          | Toro Rosso-Ferrari | 71      | +2 vòng     | 20        |      |
| 14  | 20    | Adrian Sutil         | Spyker-Ferrari     | 71      | +2 vòng     | 21        |      |
| 15  | 21    | Christijan Albers    | Spyker-Ferrari     | 70      | +3 vòng     | 22        |      |
| 16  | 16    | Nico Rosberg         | Williams-Toyota    | 68      | Động cơ     | 14        |      |
| 17  | 18    | Vitantonio Liuzzi    | Toro Rosso-Ferrari | 68      | Bỏ cuộc     | 19        |      |
| Ret | 9     | Nick Heidfeld        | BMW Sauber         | 56      | Truyền động | 5         |      |
| Ret | 22    | Takuma Sato          | Super Aguri-Honda  | 13      | Trượt bánh  | 18        |      |
| Ret | 14    | David Coulthard      | Red Bull-Renault   | 0       | Tai nạn     | 11        |      |
| Ret | 8     | Rubens Barrichello   | Honda              | 0       | Bị treo     | 15        |      |
| Ret | 11    | Ralf Schumacher      | Toyota             | 0       | Tai nạn     | 12        |      |